# 博尔加比格兹
博尔加比格兹是冰岛西部区的市镇。市镇面积为4,926平方公里，人口数量为4,090人（2023年）。市镇内最大的城镇为博尔加内斯。

## 教育
博尔加比格兹有两所大学：毕夫柔斯特大学和冰岛农业大学。